# Евреи в Казахстане
Евреи в Казахстане (каз. Қазақстандағы еврейлер) (ивр. (יהודים בקזחסטן‎ (идиш אידן אין קאַזאַכסטאַן‎)— группа населения, являющаяся этническим меньшинством страны.

## История

### Дореволюционная история
Первые евреи на территории современного Казахстана предположительно появились с приходом евреев в Центральную Азию — так называемых бухарских и персидских евреев. Они предположительно были расселены в городских поселениях нынешнего юга Казахстана.
Позднее в Казахстан проникает другая  группа евреев - ашкенази. Первыми евреями-ашкенази на территории Казахстана были так называемые николаевские солдаты, которые поселились в городе Верный (сейчас Алматы) после предоставления крепости статуса города в 1867 г. В мае 1884 г. в небольшом деревянном здании была открыта синагога. В 1897 г. в Верном проживали 99 евреев, в уезде вместе с городом — 177. В 1908 г. в Верном было зарегистрировано еврейское молитвенное общество. В 1910 г. в Верном было 206 евреев, в Актюбинске — 35, в Акмолинске (ныне Астана) — 154. На территории Казахстана оседали только те евреи, которые имели право жительства за пределами черты оседлости. Среди евреев, проживавших на территории Казахстана в начале 20 в., было много врачей: А. Рязанский, создавший в Верном больницу Красного Креста, М. Розенблюм и другие; фармацевты, владельцы промышленных и ремесленных предприятий: Гирш Гамбург (завод по производству безалкогольных напитков), М. Л. Бленд (большая мебельная мастерская), известный земский врач Лев Николаевич (Лейба Нейвохович) Фидлер и другие.

### Довоенный период
В 1920-30-х гг. еврейское население увеличивалось как за счет молодежи, приезжавшей из местечек черты оседлости на стройки пятилеток, так и благодаря большому числу политических ссыльных, отправленных в Казахстан. В 1926 г. в Казахстане проживали 3600 евреев, в 1939 г. — 19 200. В Алма-Ате жил накануне последнего ареста М. Гоц, в 1928-29 гг. находился в ссылке Лев Троцкий. В Актюбинске в ссылке жил член ЦК Бунда М. Губин (1886—1937), арестованный и расстрелянный в ноябре 1937 г. В Алма-Ате был расстрелян Михаил Либер.
Раввин Леви-Ицхак Шнеерсон родился на Украине в 1871 году. Многие годы являлся главным раввином г. Днепропетровска. Его старший сын раввин Менахем-Мендл Шнеерсон, — седьмой Любавичский Ребе. В период сталинских репрессий, несмотря на опасность быть арестованным, раввин Л.-И. Шнеерсон всячески поддерживал религиозную жизнь евреев Днепропетровска. Раввин Шнеерсон был арестован НКВД в марте 1939 года за религиозную деятельность, обвинен в антисоветской пропаганде, сослан в Казахстан, в поселок Чиили Кызылординской области. Находясь в ссылке, до конца своих дней продолжал деятельность раввина, продолжал учиться Торе сам и обучал ей других.
Раввин Л.-И. Шнеерсон похоронен в г. Алматы. Он умер в 1944 году, вскоре после его перевода из п. Чиили. В 1989 году раввин Леви-Ицхак Шнеерсон был реабилитирован.
19 декабря 1999 г. Президент Республики Казахстан Н. А. Назарбаев лично передал 3 тома материалов дела раввина Л.-И. Шнеерсона из архивов КГБ библиотеке Любавичского Ребе в Нью-Йорке.

### Война и эвакуация
В 1941–45 гг. многие евреи были эвакуированы в Казахстан, в первую очередь в Алма-Ату. Среди них были известные кинорежиссеры, операторы, работавшие в Центральной объединенной киностудии: Г. Рошаль, Ю. Райзман (1903–91); в Алма-Атинской студии кинохроники: Д. Вертов. Евреи, приехавшие из западных регионов страны, жили и работали в Казахстане и в послевоенные годы. Многие из них сыграли выдающуюся роль в развитии искусства республики, среди них: Е. Брусиловский — музыкант; П. Зальцман (1912–85), художник, ученик П. Филонова, главный художник Казахфильма; главные режиссёры Алма-Атинского театра русской драмы Я. Штейн (в 1945–57 гг.), А. Локшин (в 1960-х гг.).

### Послевоенное время
В 1959 г. еврейское население Казахстана составляло 28 тысяч человек, в 1970 г. — 27 700.
В 1948–53 гг. во время борьбы с «космополитами» в Казахстан, в частности в Караганду, были сосланы многие евреи-интеллигенты, среди них: Н. Коржавин, переводчик Ю. Айхенвальд (1928–93), поэт, математик А. Есенин-Вольпин (родился в 1924 г.).
В 1950–60-х гг. рост еврейского населения Казахстана был связан с приездом евреев в составе групп, отправленных на освоение целины (1954–1960), на развитие промышленности, науки и культуры Казахстана. Так, управляющим треста «Целинтрансстрой» был Л. Лямин, начальником «Целинэнерго» В. Левин. Первыми целинными совхозами руководили Лия Гольдберг, И. Пимштейн, С. Франк. В создании первого вуза города Акмолинска (Целинограда) — Акмолинского сельскохозяйственного института — активно участвовал профессор М. Гендельман (родился в 1913 г.), в 1961–83 гг. был ректором института. В этом институте кафедру почвоведения в 1958–65 гг. возглавлял М. Половицкий (родился в 1918 г.), кафедру планировки сельскохозяйственных районов и населенных мест — М. Спектор (родился в 1934 г.). Значительное число ученых-евреев возглавляли кафедры в других вузах Казахстана.
В 1970–80-х гг. численность еврейского населения Казахстана сократилась. Многие евреи репатриировались в Израиль или выехали в США, Канаду, Австралию и другие страны мира. В 1968–91 гг. из Казахстана выехали на постоянное место жительства в различные страны 4 800 евреев. Некоторые еврейские семьи уезжали в Россию, в первую очередь в Москву и Ленинград. По переписи 1979 г., в Казахстане проживали 23 500 евреев, по переписи 1989 г. — 19 900.

### 80-е годы — наши дни
С конца 1980-х гг. началось возрождение еврейской жизни Казахстана. В 1989 г. в Алма-Ате был создан еврейский культурный центр «Шалом». В 1990 г. начала выходить газета «Шалом». В 1990-х гг. создавались различные организации евреев Казахстана: Региональный центр Ва‘ада СССР (впоследствии Ва‘ад Казахстана), Ассоциация еврейской молодежи Казахстана, межреспубликанский фонд содействия изучению и развитию еврейской культуры «Дрор» (президент А. Фиглин, родился в 1948 г.), отделений «Маккаби», Бней-‘Акива, Бней-Брит. В Алматы были открыты еврейский детский сад, две воскресные школы. Были созданы культурный центр «Бет Исраэль», общество дружбы Казахстан—Израиль. Создавались еврейские общины и культурные центры в других городах Казахстана. В начале 1993 г. в Астане был организован еврейский культурный центр «Алеф». В апреле 1994 г. была открыта еврейская воскресная школа «Мехина».
В 1994 г. главным раввином Казахстана стал представитель движения хасидов Хабада И. Э. Кохен (родился в 1972 г.). С 1997 г. начал действовать Еврейский общинный дом, в котором разместились синагога и библиотека.
В 1990–2000-х гг. многие евреи Казахстана уехали в Израиль, США, Канаду, Австралию и другие страны. Так, в Казахстане, согласно переписи 1999 г., проживали 6800 евреев. В начале 2000-х гг. ведущими еврейскими организациями Казахстана были: Еврейский конгресс Казахстана (ЕКК) и Ассоциация «Мицва». Выходили три еврейские газеты: «Давар», «Шалом», «Мабат». Еврейские общины функционируют в Алматы, Астане, Караганде, Кокшетау, Кызылорде, Уральске, Шымкенте, Темиртау, Излучинске, Семее и других населенных пунктах. Большую помощь еврейскому населению оказывает Джойнт, поддерживающий в различных городах Казахстана благотворительные центры «Хесед».
В 2002 г. президент Еврейского конгресса Казахстана, президент Евразийской промышленной ассоциации, председатель Совета директоров Евразийского банка А. Машкевич на учредительном съезде Евроазиатского еврейского конгресса (ЕАЕК) в Москве был избран его президентом. Штаб-квартира ЕАЕК находится в Казахстане. ЕАЕК играет большую роль в развитии иудейско-исламского диалога, в поисках путей улучшения отношений между евреями и мусульманами. Этой цели была посвящена Первая международная конференция мира и согласия, созванная по инициативе президента Казахстана Н. Назарбаева 13–16 февраля 2003 г., в которой участвовали президенты Таджикистана, Кыргызстана, министры иностранных дел Азербайджана, Афганистана, Турции, руководители ряда международных еврейских организаций.
В сентябре 2004 г. в Астане была открыта крупнейшая в Центральной Азии синагога «Бейт Рахель—Хабад Любавич».
12–13 ноября 2002 г. ЕАЕК и «Мицва» организовали в Алма-Ате международную конференцию «Из истории евреев в Казахстане». 1–2 мая 2004 г. прошла Вторая международная конференция «Евреи в Казахстане. История, религия, культура».

## Известные казахстанские евреи
- Владимир Жириновский (при рождении Эйдельште́йн) — советский и российский политический деятель
- Михаил Гурман — футболист
- Марк Гурман — футболист
- Давид Лория — голкипер сборной Казахстана, трижды чемпион РК
- Игорь Гонопольский  — театральный и кинорежиссёр.
- Иосиф Будневич — фотограф
- Морис Симашко — советский и казахстанский писатель
- Юрий Померанцев — народный артист Казахстана
- Евгений Брусиловский — казахстанский композитор
- Наум Шафер — искусствовед, почётный гражданин Павлодара
- Аркадий Волож — основатель Яндекса.
- Алексей Коклин - инженер-механик

## Казахстанско-израильские отношения
Дипломатические отношения между Республикой Казахстан и Государством Израиль были установлены 10 мая 1992 г. Посольство Израиля в Казахстане функционирует с августа 1992 г., посольство Казахстана в Израиле — с мая 1996 г. В декабре 1995 г. и в апреле 2000 г. президент Казахстана Н. Назарбаев посетил Израиль с однодневным визитом. Были подписаны различные соглашения об укреплении двусторонних связей. В 2003 г. израильский экспорт в Казахстан равнялся 28,2 миллиона долларов, а импорт из Казахстана в Израиль — 1,1 миллиона долларов, в 2004 г. объем взаимной торговли составлял 300 миллионов долларов.